# Eumeces indothalensis
Espèce
Eumeces indothalensis est une espèce de sauriens de la famille des Scincidae.

## Répartition
Cette espèce est endémique du Pendjab au Pakistan.

## Étymologie
Son nom d'espèce, composé de indothal et du suffixe latin -ensis, « qui vit dans, qui habite », lui a été donné en référence au lieu de sa découverte : le désert du Thal.

## Publication originale
- Khan & Khan, 1997 : A new skink from the Thal Desert of Pakistan. Asiatic Herpetological Research, vol. 7, p. 61-67 (texte intégral).